# V-Ray (moteur de rendu)
 (septembre 2012).
Si vous disposez d'ouvrages ou d'articles de référence ou si vous connaissez des sites web de qualité traitant du thème abordé ici, merci de compléter l'article en donnant les références utiles à sa vérifiabilité et en les liant à la section « Notes et références ».
Vray ou (V-Ray) est un moteur de rendu utilisé comme extension pour plusieurs logiciels de modélisation tridimensionnelle.
Les développeurs initiaux de Vray sont Vladimir Koylazov et Peter Mitev de Chaos Group Ltd., fondée en 1997 et basée à Sofia en Bulgarie.
C'est un moteur de rendu qui utilise des techniques avancées de synthèse d'images, comme des algorithmes d'illumination globale, de lancer de rayon, de photon mapping ou encore de radiosité. L'utilisation de ces techniques rend Vray plus attractif que la plupart des moteurs de rendu intégrés aux logiciels de modélisation, principalement parce que les rendus obtenus grâce à ces algorithmes sont plus photo-réalistes du fait de la meilleure simulation des rayons lumineux. L'utilisation de ce moteur de rendu augmente de façon plus ou moins significative le temps de rendu nécessaire à l'obtention d'une bonne image, notamment à cause de la complexité et de la quantité des calculs effectués.
Vray est utilisé pour des applications commerciales de grande envergure comme des productions cinématographiques ou des jeux vidéo à gros budget.
Il est aussi utilisé par de nombreux architectes pour produire des rendus 3D réalistes.

## Histoire
Le 11 janvier 2022 V-Ray et son concurrent Enscape annoncent la prochaine fusion de leurs sociétés,,.

## Compatibilité
Ce logiciel est développé pour des architectures informatiques 32-bit ou 64-bit.
Il est compatible avec de nombreux programmes, à savoir :
- Autodesk 3ds Max ;
- Blender ;
- Maxon Cinema 4D ;
- Maya ;
- Modo ;
- Nuke ;
- Revit ;
- Rhino ;
- Sketchup[6] ;
- TrueSpace (en) ;
- Autodesk Softimage ;
- Unreal Engine 4.

## Vray et Autodesk 3ds Max
Vray est volontiers utilisé comme solution de remplacement au moteur de rendu standard de 3ds Max et à Mental Ray. Il est compatible avec les versions de 3ds Max antérieures à l'acquisition de ce programme par Autodesk.
Plus tard, Vray a été adapté pour être compatible avec le logiciel de CAO Autodesk VIZ.

## Applications similaires
- Enscape
- Kerkythea
- Lumion
- Mental Ray
- POV-Ray